# Борисовщина (Могилёвская область)
Бори́совщина (бел. Барысаўшчына) — деревня в составе Калатичского сельсовета Глусского района Могилёвской области Республики Беларусь.

## Население
- 1999 год — 142 человека
- 2009 год — 109 человек